# 洋紫荊革命
洋紫荊革命（有稱作紫荊花革命）可以指以下兩項社會運動：
1. 香港泛民主派通過網際網路號召在2011年3月6日發起的抗議活動，旨在推翻財政司司長曾俊華的2011年預算案[1]。
2. 泛民主派通過網際網路號召在2019年6月9日開始，為了抗議香港特區政府修訂《逃犯條例》而發起的一系列抗爭、示威和不合作運動。

## 詞語釋義
洋紫荊是香港市花。香港特區區旗上的正是洋紫荊。但洋紫荊非紫荊花，兩者外形和品種均迥異。

### 革命緣起
2011年初，突尼斯爆發茉莉花革命，本·阿里獨裁政權被革命羣眾推翻。茉莉花革命引發連串革命浪潮，除阿拉伯世界外，中國全國13省市爆發了中國茉莉花革命。受到各地革命的影響，一些香港人遂發起「洋紫荊革命」。

## 革命下的經濟政策
革命風起，沙地阿拉伯、巴林等地立刻推出經濟政策改善民生，以防被推翻。沙地發放約350億美元福利，巴林向每戶派約2650美元。
而香港2011年財政預算案推出後，立刻引起香港人民不滿，甚至被批評為「史上最廢」。民主黨、教協、公務員團體及資助機構員工，號召香港市民、教師、公務員在3月6日上街。

## 「革命」結果
「洋紫荊革命」只是香港兩張報紙在2011年2月提及過，此後再沒有跟進報道。